# Etaballia
Etaballia es un género monotípico de plantas con flores  perteneciente a la familia Fabaceae. Su única especie, Etaballia dubia, es originaria de Sudamérica.

## Descripción
Es un árbol perennifolio que se encuentra  en Brasil en la Amazonia.

## Taxonomía
Etaballia dubia fue descrita por (Kunth) Rudd y publicado en Phytologia 20(7): 427. 1970.
Sinonimia
- Etaballia guianensis Benth.
- Hecastophyllum dubium Kunth[3]